# Gladys West
Gladys Mae West, también conocida como Gladys Mae Brown, (Condado de Dinwiddie, 27 de octubre de 1930) es una matemática estadounidense conocida por sus contribuciones a la matemática que fundamentan los sistemas globales de navegación por satélite, que llevaron al desarrollo del GPS (Global Positioning System).

## Primeros años y adolescencia
West nació en el Condado de Dinwiddie en Virginia, en el seno de una familia de agricultores que trabajan la tierra en Aparcería. Después de obtener una beca por ser la mejor de su clase en secundaria, estudió matemática en la Universidad Estatal de Virginia. Después de graduarse enseñó por alrededor de dos años.

## Carrera
En 1956 West comenzó 
trabajando en la División de Dahlgren del Centro para la Guerra de Superficie Naval, donde fue la segunda mujer negra contratada en la historia del Centro. West empezó a recopilar datos de satélites, para finalmente dirigirlo al desarrollo de Sistema de Posicionamiento Global. Su supervisor Ralph Neiman la recomendó como directora de proyecto para el proyecto de altimetría del radar de Seasat, el primer satélite que podía detectar remotamente océanos. En 1979, Neiman recomendó a West para una mención. West fue  programadora en la  División de Dahlgren para ordenadores a gran escala y directora de proyecto para sistemas de procesamiento datos utilizado en el análisis de datos de satélites.

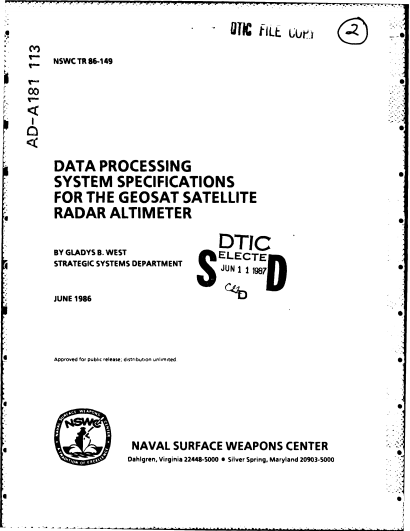
Informe de procesamiento de datos para GeoSat por Gladys West

En 1986, West publicó "Data Processing System Specifications for the Geosat Satellite Radar Altimeter", una guía ilustrada de 60 páginas. La guía del Centro de Armas de Superficie Naval (NSWC) fue publicada para explicar cómo para aumentar la exactitud de la estimación de "alturas de geoide y reflexión vertical", temas de geodesia de satélites. Esto se consiguió mediante el procesamiento de datos creado desde la radio altimeter sobre el satélite Geosat, que entró en órbita el 12 de marzo de 1984. Ella trabajó  en Dahlgren durante 42 años, retirándose en 1998. Sus contribuciones a GPS fueron sólo descubiertas cuando un miembro de la hermandad de West, Alfa Kappa Alfa, leyó una biografía corta que West había enviado para una función de exalumnos.

## Vida personal
Conoció a su marido Ira West en la base naval y se casaron en 1957. En febrero 2018, West vive en el Condado King George, Virginia, y está completando un doctorado vía un programa de aprendizaje a distancia con Virginia Tech.